# NGC 6803
NGC 6803 (другое обозначение — PK 46-4.1) — планетарная туманность в созвездии Орёл.
Этот объект входит в число перечисленных в оригинальной редакции «Нового общего каталога».